# Bystré (Eslováquia)
Bystré é um município da Eslováquia, situado no distrito de Vranov nad Topľou, na região de Prešov. Tem 13,2 km² de área e sua população em 2018 foi estimada em 2.696 habitantes.

## Demografia
| Ano:        | 1994 | 2004   | 2014   | 2024   |
| ----------- | ---- | ------ | ------ | ------ |
| Broj ljudi: | 2599 | 2668   | 2698   | 2766   |
| Razlika:    |      | +2,65% | +1,12% | +2,52% |

| Ano:               | 2023 | 2024   |
| ------------------ | ---- | ------ |
| Número de pessoas: | 2780 | 2766   |
| Diferença:         |      | -0,50% |